# 許遜榮
許遜榮（Koa Son Jeea），即許朝華，字遜榮。清末臺灣臺南商人，19世紀在臺灣商界崛起的新富階級。

## 生平
19世紀臺灣貿易物件擴大至全世界，傳統郊商逐漸弱化，部分商人迎接挑戰，成為新台商。他們學會新商業工具，或發揮其本土智慧，以新經營方式與外商合作或對抗，蛻變為新富階級，包括買辦出身的臺北李春生，以及本土商人如許遜榮、打狗（今高雄市）陳福謙、艋舺（今萬華）黃招祿、苗栗黃南球、府城沈德墨等。
許朝華於1854年（清咸豐四年）開始，以高額的權利金向臺灣道裕鐸取得軍工匠首的權利，得以經營樟腦貿易，在臺灣開港前便已和瓊記、怡和等洋行往來。:46
開港前後，許遜榮與其子許建勳（Koa Kin Huen）經營府城金茂號（Kim-mo-hop），與怡和洋行合作，經營對外貿易，其商號遍及西岸各港，如艋舺、香山、後龍、安平、打狗等，主要貿易商品是鴉片與樟腦。根據《怡和洋行檔》，許家幾乎壟斷南至東港北至淡水之臺灣出口業，沿岸各港都設有分店，財勢乃全台第一；南部米、糖市場，以及淡水的樟腦、茶葉市場，都由許家控制。
1861年7月29日(大清咸豐11年)，英國領事郇和向許遜榮承租其位於今台南市衛民街萬昌街口的「卯橋別墅」，以為英國駐府城副領事館。

## 家族
- 許朝華兩位兄長許朝錦在道光年間為府衙門戶房總書；許朝輝則是刑房書吏。[1]:46道光十二年（1832年）臺灣發生張丙民變事件，許朝錦曾參加打仗守城、捐資募勇。事後奉論旨賞戴藍翎。然而許朝錦曾利用他的身分與關係誆騙人民銀兩，在鴉片戰爭發生後不久,他因犯案斥革,經審判依「指稱各衙門打點名色騙財物、計犯該徒罪以上、發近邊充軍」例,從重慶發往新疆，充當苦差。道光二十二年（1842年）春初，經許朝華變產捐出制錢一萬五千串,以助軍餉，代兄贖罪，才免被發遺。[2]:46
- 許朝華之子許建勳，曾任怡和洋行買辦。1868年許建勳和必麒麟在非通商口岸梧棲買賣樟腦，引發糾紛，最終導致英艦砲擊安平事件。事件平息後，清廷查辦此案，認為許氏「為之主謀，以致洋人藉端生釁」，1870年3月6日上諭嚴拿正法。然而許氏早已聞風脫逃，不知下落。[1]:46-47
- 許朝華另一子為臺南仕紳許廷光。